# Francis Sears
Francis Weston Sears (1 de outubro de 1898 — novembro de 1975) foi um físico estadunidense.
Foi professor de física do Instituto de Tecnologia de Massachusetts (MIT) durante 35 anos, antes de ir para o Dartmouth College em 1956. É conhecido por ser coautor de University Physics, um prestigiado livro texto introdutório de física, com Mark Zemansky (assim, este livro é frequentemente referenciado como "Sears e Zemansky").
Foi um fellow da Optical Society, e foi ativo na American Association of Physics Teachers, servindo como seu presidente em 1956.

## Condecorações
- 1961: Medalha Oersted da American Association of Physics Teachers

## Livros
- Sears, Francis; Mark Zemansky, et al. (1991). College Physics 7th ed. [S.l.]: Addison Wesley
- Sears, Francis (1958). Mechanics, Wave Motion, and Heat 1st ed. [S.l.]: Addison Wesley
- Sears, Francis W. (1935). An Introduction to Optics. Cambridge, Massachusetts: MIT Press
- Francis W. Sears (1975). Thermodynamics, Kinetic Theory, and Statistical Thermodynamics. [S.l.]: Addison Wesley. ISBN 020106894X
- Sears, Francis W. (1950). An Introduction to Thermodynamics, the Kinetic Theory of Gases and Statistical Mechanics. [S.l.]: Addison Wesley
- Sears, Francis W. (1946). "Electricity and Magnetism". Reading, Massachusetts. Addison-Wesley
- Sears, Francis W. (1950). Mechanics, heat and sound. Cambridge, Massachusetts. Addison Wesley.